# 斯列德尼 (伊尔库茨克州)
斯列德尼（羅馬化：Sredniy）是俄罗斯伊尔库茨克州的工人村（市级镇），属乌索利耶区，在区行政中心别洛列琴斯基北偏西、州府伊尔库茨克西北方。附近有别拉亚空军基地。
该地2021年人口有4,861人；2010年人口5,352；2002年人口5,268；1989年人口6,820。